# Kanae Meguro
Kanae Meguro (jap. 目黒 香苗, Meguro Kanae; * 9. September 1978 in Inawashiro, Präfektur Fukushima als Kanae Suzuki (鈴木 香苗)) ist eine japanische Biathletin.
Die nur 1,57 m große und 51 kg leichte Kanae Meguro startete als Sportsoldatin der „Winterkampfausbildungseinheit“ der Bodenselbstverteidigungsstreitkräfte. Sie debütierte 2002 bei einem Sprintrennen in Östersund im Biathlon-Weltcup und kam auf einem 49. Platz ein. Kurz darauf erreichte sie mit der japanischen Staffel in Lahti eine erste Top-Ten-Platzierung. 2003 gewann sie in Hochfilzen als 23. erstmals Weltcuppunkte. Im Verlauf der Saison 2003/04 erreichte sie als Achte in Ruhpolding ihre bislang einzige Platzierung unter den besten Zehn. In insgesamt neun Rennen der Saison kam Meguro in die Punkteränge und wurde am Ende 37. in der Gesamtwertung. 2004 startete die Japanerin erstmals bei Biathlon-Weltmeisterschaften. In Oberhof war ihre beste Platzierung ein 29. Platz in der Verfolgung. Im Jahr darauf kam sie in Hochfilzen im Sprint auf einen noch besseren 17. Rang. Meguros bisheriger Karrierehöhepunkt war die Teilnahme an den Olympischen Winterspielen 2006 in Turin. Beste Platzierung in einem Individualwettbewerb war hier ein 37. Platz im Einzel. Sie lief mit der Staffel in der Besetzung Tomomi Ōtaka, Meguro, Tamami Tanaka und Ikuyo Tsukidate auf Platz sechzehn. Dabei hatte sie von Startläuferin Ōtaka auf dem letzten Platz liegend mit über zwei Minuten Rückstand zum Vorletzten Rumänien übernommen und konnte den Abstand mit dem besten Schießergebnis ihrer Mannschaft – nur zwei Nachlader – auf circa 40 Sekunden verkürzen, am Ende lag Japan dann ganz knapp vor Kanada und Lettland. Seit 2006 ist sie im Weltcup und bei europäischen Rennen nicht mehr angetreten.
Sie ist verheiratet mit dem Biathleten Hironao Meguro.

## Biathlon-Weltcup-Platzierungen
Die Tabelle zeigt alle Platzierungen (je nach Austragungsjahr einschließlich Olympische Spiele und Weltmeisterschaften).
- 1.–3. Platz: Anzahl der Podiumsplatzierungen
- Top 10: Anzahl der Platzierungen unter den ersten zehn (einschließlich Podium)
- Punkteränge: Anzahl der Platzierungen innerhalb der Punkteränge (einschließlich Podium und Top 10)
- Starts: Anzahl gelaufener Rennen in der jeweiligen Disziplin

| Platzierung                      | Einzel | Sprint | Verfolgung | Massenstart | Staffel | Gesamt |
| -------------------------------- | ------ | ------ | ---------- | ----------- | ------- | ------ |
| 1. Platz                         |        |        |            |             |         |        |
| 2. Platz                         |        |        |            |             |         |        |
| 3. Platz                         |        |        |            |             |         |        |
| Top 10                           |        | 1      |            |             | 7       | 8      |
| Punkteränge                      | 1      | 9      | 6          |             | 19      | 35     |
| Starts                           | 10     | 34     | 18         |             | 19      | 81     |
| Stand: nach der Saison 2008/2009 |        |        |            |             |         |        |